# Sint-Corneliuskerk (Vortum-Mullem)
De Sint-Corneliuskerk is de voormalige parochiekerk van de tot de Noord-Brabantse gemeente Land van Cuijk behorende plaats Vortum-Mullem, gelegen aan de Sint Corneliusstraat 16.

## Geschiedenis
Vortum en Mullem waren vanouds twee verschillende dorpen die elk een eigen kapel bezaten. De kapel van Mullem, gewijd aan Sint-Cornelius, werd voor het eerst vermeld in 1424. De kapel te Vortum was gewijd aan Sint-Hubertus. De kapellen kenden elk een rector. Zij bleven ook na 1648 in katholiek bezit en functioneerden als zodanig. Vanaf 1802 was het de rector van Vortum die ook in Mullem missen moest opdragen.
De verering van Sint-Cornelius trok ook bedevaartgangers aan. De kapel van Mullem werd in 1879 afgebroken en in hetzelfde jaar werd Vortum-Mullem verheven tot parochie. Tussen beide dorpen in werd toen een neogotische kerk gebouwd, ontworpen door J. Buijsen. Deze werd in 1880 ingewijd.
Eind september 1944 werd deze kerk door de bezetter verwoest. Tot 1953 moest men kerken in een noodkerk. In dat jaar werd een nieuwe kerk in gebruik genomen, ontworpen door Martinus van Beek. In 2017 werd deze kerk onttrokken aan de eredienst en vervolgens omgebouwd tot buurthuis met de naam Knillis (volksnaam voor Cornelius).

## Gebouw
Het betreft een sober bakstenen gebouw onder zadeldak met naastgelegen een achtkantige doopkapel en een bescheiden klokkengevel. De kerk bezit een eikenhouten Corneliusbeeld van omstreeks 1500.